# Sherobod (rzeka)
Sherobod (Szerabad) – rzeka w południowo-wschodnim Uzbekistanie, prawy dopływ Amu-darii. Jej długość wynosi 177 km, a dorzecze zajmuje powierzchnię 2950 km².
Wypływa z gór Boysuntov. Reżim śnieżno-deszczowy. Rzeka wykorzystywana jest do nawadniania.